# Пинежичі (Крк)
45°02′ пн. ш. 14°29′ сх. д. / 45.04° пн. ш. 14.48° сх. д.
Пинежичі (хорв. Pinezići) — населений пункт у Хорватії, у Приморсько-Горанській жупанії у складі міста Крк.

## Населення
Населення за даними перепису 2011 року становило 196 осіб.
Динаміка чисельності населення поселення:

## Клімат
Середня річна температура становить 14,17 °C, середня максимальна – 27,25 °C, а середня мінімальна – 1,73 °C. Середня річна кількість опадів – 1139 мм.
| Клімат поселення                              | Клімат поселення | Клімат поселення | Клімат поселення | Клімат поселення | Клімат поселення | Клімат поселення | Клімат поселення | Клімат поселення | Клімат поселення | Клімат поселення | Клімат поселення | Клімат поселення | Клімат поселення |
| Показник                                      | Січ.             | Лют.             | Бер.             | Квіт.            | Трав.            | Черв.            | Лип.             | Серп.            | Вер.             | Жовт.            | Лист.            | Груд.            |                  |
| Середній максимум, °C                         | 10,00            | 10,53            | 12,93            | 16,38            | 21,23            | 25,60            | 27,25            | 26,43            | 22,43            | 18,23            | 13,40            | 10,40            |                  |
| Середня температура, °C                       | 5,85             | 6,40             | 8,78             | 12,23            | 17,08            | 21,45            | 23,95            | 23,15            | 19,15            | 14,88            | 10,08            | 7,08             |                  |
| Середній мінімум, °C                          | 1,73             | 2,25             | 4,63             | 8,10             | 12,95            | 17,30            | 20,65            | 19,83            | 15,80            | 11,55            | 6,75             | 3,78             |                  |
| Норма опадів, мм                              | 96               | 76               | 78               | 79               | 75               | 82               | 46               | 70               | 126              | 148              | 146              | 117              |                  |
| Середньомісячна швидкість вітру, м/с          | 2.90             | 3.08             | 3.10             | 2.90             | 2.63             | 2.50             | 2.50             | 2.50             | 2.60             | 2.88             | 3.20             | 3.18             |                  |
| Середньомісячна сонячна радіація, кДж/м²·день | 4525             | 7291             | 10708            | 15298            | 19696            | 21537            | 22814            | 19852            | 14372            | 9275             | 4955             | 3800             |                  |
| --------------------------------------------- | ---------------- | ---------------- | ---------------- | ---------------- | ---------------- | ---------------- | ---------------- | ---------------- | ---------------- | ---------------- | ---------------- | ---------------- | ---------------- |
| Джерело:                                      |                  |                  |                  |                  |                  |                  |                  |                  |                  |                  |                  |                  |                  |